# Papà Goriot
(dedica di H. de Balzac a Saint-Hilaire, fonte di ispirazione)
Papà Goriot (titolo originale in francese: Le Père Goriot) è un romanzo di Honoré de Balzac, pubblicato nel 1834. È la ventunesima opera delle Scene della vita privata (Scènes de la vie privée), il primo degli svariati cicli narrativi dell'ambiziosa serie de La Comédie humaine. Il romanzo è dedicato allo zoologo francese Etienne Geoffroy Saint-Hilaire.
Considerato unanimemente uno dei capolavori della letteratura realista, il romanzo costituisce un punto di svolta nella costruzione della stessa serie in cui è contenuto.

## Trama
Il romanzo si apre con un prologo di venti pagine, in cui si narra l'antefatto di un dramma. Successivamente Balzac ci introduce nella pensione di Madame Vauquer, dove alloggiano Eugène de Rastignac, giovane studente universitario di giurisprudenza, Vautrin, un personaggio misterioso ed inquietante, Papà Goriot, pastaio in pensione e fabbricante di vermicelli, oltre che a svariati altri personaggi che avranno un ruolo secondario nella narrazione.
Papà Goriot ha due figlie, Anastasie e Delphine (sposate rispettivamente con un conte e con un banchiere), che ama in modo patologico. Esse però lo vanno a trovare solo per ottenere soldi, in modo da soddisfare i loro capricci. La vicenda di Papà Goriot si intreccia poi con quella di Eugène de Rastignac. Egli, giovane molto ambizioso, tralascia gli studi di giurisprudenza attratto dall'alta società parigina. L'ambizione porta Rastignac a sedurre donne altolocate, tra cui Delphine, una delle figlie di Papà Goriot. Inoltre il signor Vautrin, che poi si rivelerà un pericoloso criminale, tenta di iniziarlo al male, spiegandogli come raggiungere i propri scopi con mezzi disonesti.
Il romanzo si conclude con la morte di Papà Goriot, ucciso non solo dall'età ma anche dalle privazioni che si era imposto per amore delle figlie. A questo proposito, la scena finale mostra davvero la mancanza di affetto delle figlie verso il padre, costretto anche nell'ultimo viaggio ad essere accompagnato dal solo Rastignac.

## Incipit
L'incipit del romanzo, che apre il prologo di venti pagine:
(H. de Balzac, Papà Goriot, (a cura di Francesco Fiorentino), trad. Anna D'Elia, pag. 5, Bur, 2006.)

## Finale
Le ultime righe del romanzo, rappresentative della trasformazione e della crescita del giovane Rastignac:
E come primo atto di sfida ch'egli lanciava alla società, Rastignac andò a cena dalla signora de Nucingen.»
(Papà Goriot, pag. 311, edizione italiana a cura di F. Fiorentino, Rizzoli, 2006)

## Contesto dell'opera

### Contesto storico
Le Père Goriot inizia nel giugno 1819, dopo la sconfitta di Napoleone a Waterloo, dopo che la Casata dei Borbone era stata restaurata sul trono di Francia. La tensione stava crescendo tra l'aristocrazia, che era tornata con il re Luigi XVIII, e la borghesia, figlia della rivoluzione industriale. Durante questa era, la Francia vide un irrigidimento delle strutture sociali, con una classe inferiore immersa in una povertà travolgente. Secondo una stima, quasi i tre quarti dei parigini non guadagnavano i 500-600 franchi all'anno necessari per un tenore di vita minimo. Allo stesso tempo, questo sconvolgimento rese possibile una mobilità sociale impensabile durante l'Ancien Régime dei secoli precedenti. Gli individui disposti ad adattarsi alle regole di questa nuova società potevano talvolta ascendere ai suoi livelli superiori da ambienti modesti, con grande disprezzo della classe benestante esistente.

### Contesto letterario
Quando Balzac iniziò a scrivere il romanzo nel 1834, aveva già scritto diverse dozzine di libri, tra cui una serie di romanzi minori pubblicati con pseudonimi. Nel 1829 pubblicò Gli Sciuani, il primo romanzo che firmò col proprio nome; questo fu seguito da Louis Lambert (1832), Il colonnello Chabert (1832) e La pelle di zigrino (1831). Intorno a questo periodo, Balzac iniziò ad organizzare il suo lavoro in una sequenza di romanzi che alla fine chiamò La commedia umana, divisi in sezioni che rappresentano vari aspetti della vita in Francia all'inizio del XIX secolo.
Uno degli aspetti che affascina Balzac è stata la vita criminale. Nell'inverno a cavallo fra il 1828 e il 1829, un uomo di nome Eugène François Vidocq, sotto le spoglie di un falso poliziotto, pubblicò un paio di memorie sensazionalistiche che raccontavano le sue imprese criminali. Balzac incontrò Vidocq nell'aprile del 1834 e lo usò come modello per un personaggio di nome Vautrin, che stava progettando per un romanzo di imminente creazione.

## Stesura e pubblicazione
Nell'estate del 1834 Balzac iniziò a lavorare su una tragica storia di un padre respinto dalle sue figlie. Il suo diario riporta alcune righe, non datate, a proposito della trama: "Personaggio del Papà Goriot - Un uomo buono - alloggio modesto - 600 franchi di reddito - dopo essersi spogliato di tutto per le sue figlie che hanno entrambe 50.000 fr. di reddito - morendo come un cane".
Scrisse la prima stesura di Le Père Goriot in quaranta giorni autunnali; è stato pubblicato sotto forma di romanzo d'appendice nella Revue de Paris tra dicembre e febbraio. Fu pubblicato come edizione integrale nel marzo 1835 dalla casa editrice di Werdet, che pubblicò anche la seconda edizione a maggio. Una terza edizione molto rivisitata è stata pubblicata nel 1839 da Charpentier. Come era sua abitudine, Balzac fece molte note e cambiamenti sulle prove che aveva ricevuto dagli editori, così che le edizioni successive dei suoi romanzi erano spesso significativamente diverse dalle prime. Nel caso di Le Père Goriot, ha trasformato un numero di personaggi, in personaggi di altri romanzi che aveva scritto e ha aggiunto nuovi paragrafi pieni di dettagli.
Il personaggio Eugène de Rastignac era apparso da vecchio nel romanzo in forma filosofica di Balzac, La pelle di zigrino. Nella prima bozza, il personaggio si chiamava "Massiac", ma decise di usare lo stesso personaggio di La pelle di zigrino. Altri personaggi sono stati modificati in modo simile. Fu il suo primo utilizzo strutturato di personaggi ricorrenti, una pratica la cui profondità e rigore arrivarono a caratterizzare i suoi romanzi.
Nel 1843 Balzac colloca Le Père Goriot nella sezione de La commedia umana dal titolo "Scènes de la vie parisienne" (Scene di vita a Parigi). Subito dopo, lo riclassificò - grazie alla sua intensa attenzione per le vite private dei suoi personaggi - come una delle "Scènes de la vie privée" (Scene di vita privata). Queste categorie e i romanzi in esse contenuti erano il suo tentativo di creare un corpus di opere "raffiguranti tutta la società, tratteggiatele nell'immensità del suo tumulto".  In quel momento, Balzac considerò attentamente il ruolo di ogni opera nel progetto e spesso riorganizzò la sua struttura.

## Stile letterario e influenze

### Influenze letterarie

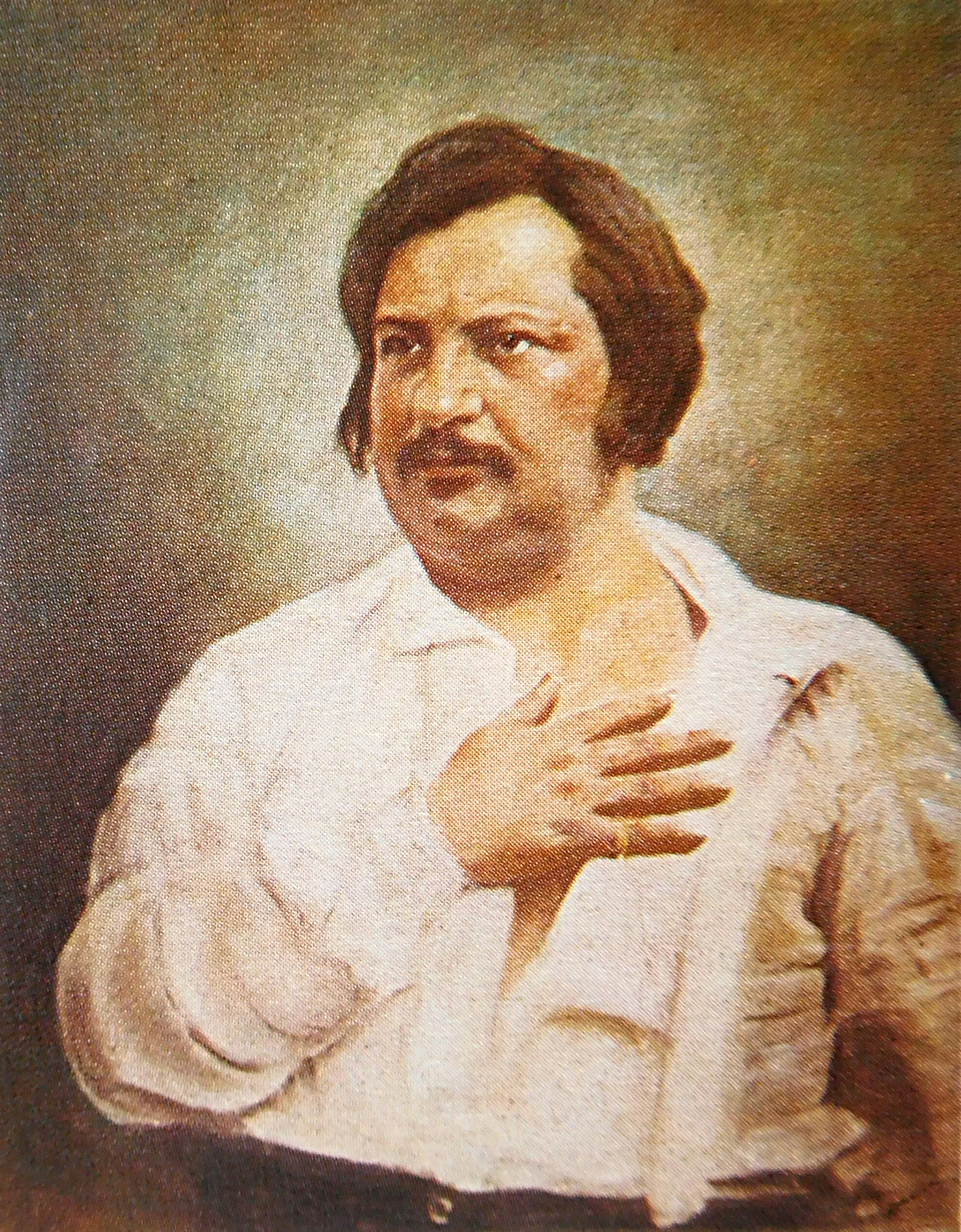
Ritratto dell'autore Honoré de Balzac, padre del realismo

Lo stile di Balzac nel Père Goriot è influenzato dallo scrittore americano James Fenimore Cooper e dallo scrittore scozzese Walter Scott. Nelle rappresentazioni di Cooper dei nativi americani, Balzac vide una barbarie umana sopravvissuta attraverso i tentativi di civilizzazione. In una prefazione alla seconda edizione del 1835, Balzac scrisse che il personaggio eponimo Goriot - che fece la sua fortuna vendendo vermicelli in un periodo di fame diffusa - era un "Illinois del commercio di farina" e uno "Huron del commercio del grano".  Il personaggio di Vautrin chiama Parigi: "una foresta del Nuovo Mondo in cui si scontrano venti varietà di tribù selvagge" - un altro segno dell'influenza di Cooper.
Uno stile narrativo che verrà poi anche ripreso dal cinema: partire da una macrodescrizione di un ambiente per poi stringere sempre di più e concentrarsi sugli interni, sulla descrizione minuziosa di oggetti che rivelano qualità, abitudini e psicologia dei personaggi.
Anche Scott ebbe una profonda influenza su Balzac, in particolare nell'uso di eventi storici reali come sfondo per i suoi romanzi. Sebbene la storia non sia fulcro centrale per Le Père Goriot, l'era post-napoleonica funge da scenario importante e l'uso in Balzac di dettagli meticolosi riflette l'influenza di Scott. Nella sua introduzione del 1842 a La Comédie humaine, Balzac elogia Scott come un "moderno trovatore" che "vivificò [la letteratura] con lo spirito del passato". Allo stesso tempo, Balzac ha accusato lo scrittore scozzese di romanticizzare la storia e ha cercato di distinguere il proprio lavoro con una visione più equilibrata della natura umana.
Le Père Goriot è anche riconosciuto come un romanzo di formazione, in cui un giovane ingenuo matura mentre apprende le vie del mondo. Rastignac è istruito da Vautrin, Madame de Beauséant, Goriot e altri, sulla verità della società parigina e sulle strategie freddamente spassionate e brutalmente realistiche richieste per il successo sociale. Come un uomo qualunque, inizialmente è respinto dalle macabre realtà sotto le superfici dorate della società; alla fine, tuttavia, le abbraccia. Messo da parte il suo obiettivo originale di padroneggiare la legge, persegue il denaro e le donne come strumenti per l'arrampicata sociale. In qualche modo questo rispecchia la stessa educazione sociale di Balzac, riflettendo l'avversione che ha acquisito per la legge dopo averla studiata per tre anni.

### Influenze scientifiche

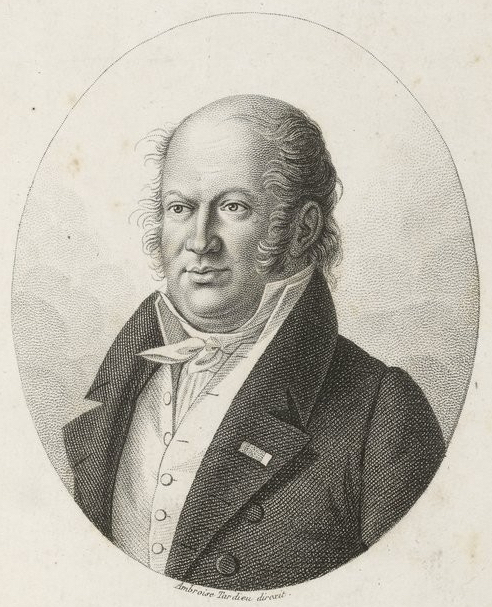
Etienne GeoffroySaint Hilaire, naturalista francese che ha influenzato molto le opere di Balzac. A lui è dedicato l'intero romanzo.

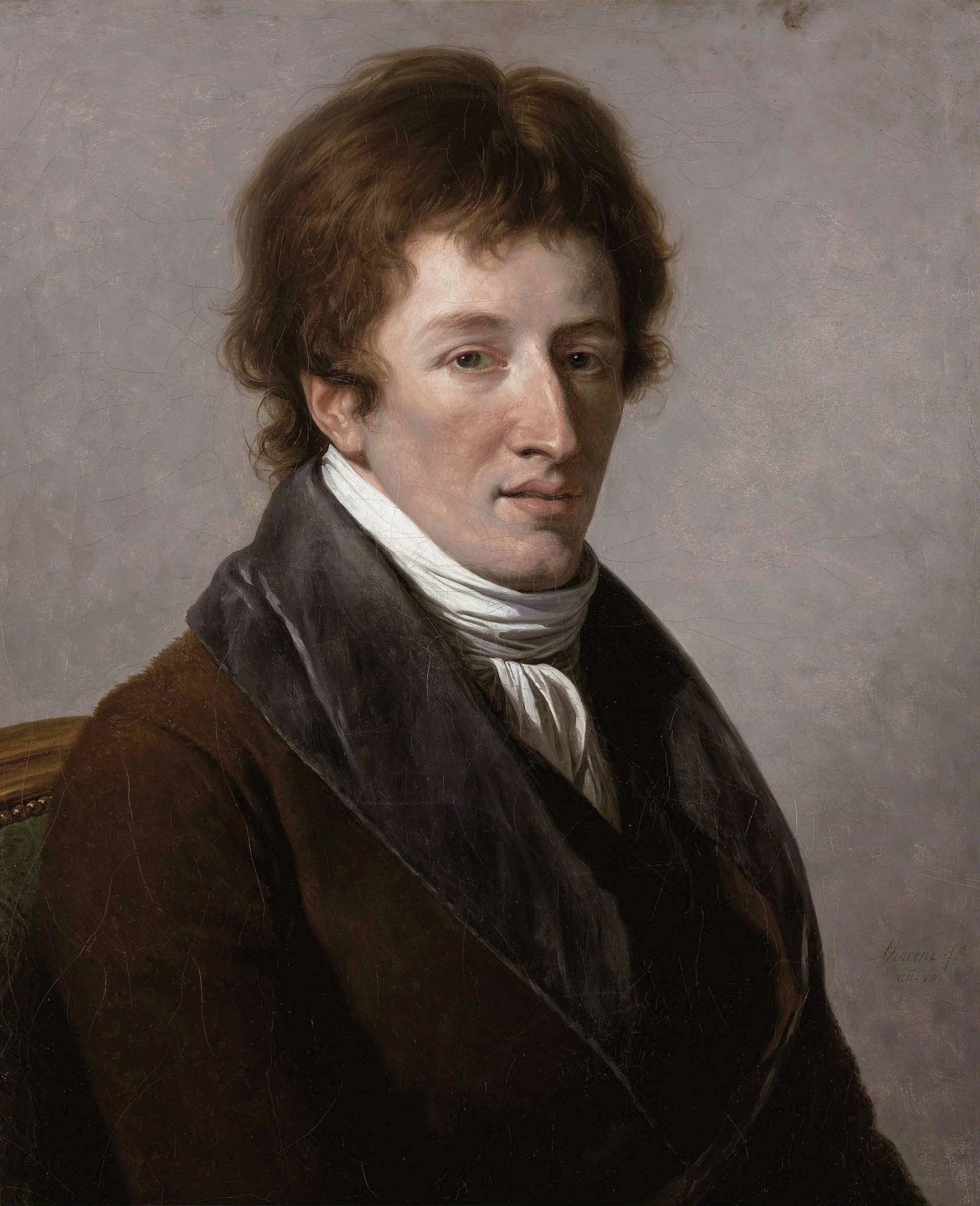
Georges Cuvier, ritratto da François-André Vincent.

Balzac si fa portavoce d’eccellenza di un’analisi più oggettiva della realtà, poiché nella Comédie ha saputo ricostruire con precisione scientifica l’essere umano e il suo modo di agire nella società. Riprendendo infatti le teorie scientifiche del tempo e in modo particolare quelle di Geoffroy Saint-Hilaire, secondo cui gli animali si diversificano a seconda dell’habitat in cui vivono, lo scrittore francese insiste molto sulla descrizione degli ambienti e del contesto sociale che normalmente, nei testi, fungono da preludio all’ arrivo successivo dei personaggi e ne determinano le scelte e i comportamenti.
Honoré de Balzac era interessato all'analisi dell'andatura, come dimostrano le sue descrizioni di personaggi che spesso includono riferimenti al loro modo di camminare. Scrisse anche un trattato intitolato Teoria dell'andatura (Théorie de la demarche), nel quale impiegava le sue acute capacità di osservazione per definire l'andatura usando uno stile letterario. Ha affermato che il processo di deambulazione è diviso in fasi e elencato i fattori che influenzano l'andatura, come personalità, umore, altezza, peso, professione e classe sociale, e ha anche fornito una descrizione del modo corretto di camminare. Balzac fu molto influenzato in questo dal fondatore della fisiognomica, Lavater.
Georges Cuvier è il fondatore del metodo della anatomia comparata, su cui ha costruito la sua storia naturale. Balzac dichiara di voler fare nella letteratura quello che Cuvier ha fatto nella storia naturale: dal frammento, dal dettaglio (“l’immensa verità del dettaglio”), che per Cuvier poteva essere un osso, una foglia, un fossile qualsiasi ma per Balzac invece un luogo, una stanza, un volto, un vestito, un portamento, un gesto, un’inflessione della voce o uno sguardo, un oggetto qualsiasi, e dal frammento per via intuitiva, per via immaginativa, per via poetica risalire alla sua integrazione in una visione unitaria.

### Il ritorno dei personaggi
Le Père Goriot, soprattutto nella sua versione rivisitata, segna un'importante prima istanza della tecnica di Balzac, come firma ricorrente, del "ritorno dei personaggi": personaggi di romanzi precedenti compaiono in opere successive, di solito in periodi di vita significativamente diversi.
Soddisfatto dell'effetto ottenuto con il ritorno di Rastignac, Balzac ha incluso 23 personaggi nella prima edizione di Le Père Goriot che si ripresenteranno in opere successive; durante le sue revisioni per le edizioni successive, il numero è aumentato a 48. Sebbene Balzac avesse usato questa tecnica in precedenza, i personaggi erano sempre riapparsi in ruoli minori, come versioni quasi identiche delle stesse persone. L'aspetto di Rastignac mostra, per la prima volta, un retroscena di un romanzo che illumina e sviluppa un personaggio che ritorna.
Balzac ha sperimentato questo metodo durante i trenta anni in cui ha lavorato a La commedia umana. Ha consentito una profondità di caratterizzazione che andava oltre la semplice narrazione o dialogo. "Quando i personaggi riappaiono" - osserva il critico Samuel Rogers - "non escono dal nulla, emergono dalla privacy della propria vita che, per un intervallo, non ci è stato permesso di vedere". La complessità delle vite di questi personaggi ha portato inevitabilmente Balzac a commettere errori di cronologia e coerenza, gli errori sono considerati minori nell'ambito generale del progetto. I lettori sono più spesso turbati dal numero di persone nel mondo di Balzac e si sentono privati di un contesto importante per i personaggi. Il romanziere poliziesco Arthur Conan Doyle ha detto che non ha mai provato a leggere Balzac, perché "non sapeva da dove cominciare".
Questo modello di riutilizzo del personaggio ebbe ripercussioni sulla trama di Le Père Goriot. La ricomparsa del barone de Nucingen a casa Nucingen (1837) rivela che la relazione di sua moglie con Rastignac fu pianificata e coordinata dal barone stesso. Questo nuovo dettaglio getta molta luce sulle azioni di tutti e tre i personaggi all'interno delle pagine di Le Père Goriot, completando l'evoluzione delle loro storie nel romanzo successivo.

### Balzac e il realismo
Balzac usa minuziosi e abbondanti dettagli per descrivere la pensione Vauquer, i suoi abitanti e il mondo che li circonda; questa tecnica ha dato origine al suo titolo di padre del romanzo realista. I dettagli si concentrano principalmente sulle difficoltà economiche degli abitanti della casa Vauquer. Molto meno intricate sono le descrizioni delle case più ricche; Le stanze della signora de Beauséant ricevono scarsa attenzione e la famiglia Nucingen vive in una casa disegnata nei minimi dettagli.
All'inizio del romanzo, Balzac dichiara (in inglese): "All is true" (tutto è vero). Sebbene i personaggi e le situazioni siano finzioni, i dettagli utilizzati - e il loro riflesso sulla realtà della vita a Parigi in quel momento - rendono fedelmente il mondo della Maison Vauquer.  La "rue Neuve-Sainte-Geneviève" (dove si trova la pensione) presenta "uno sguardo cupo sulle case, un suggerimento di una prigione su quelle alte mura del giardino". Gli interni della pensione sono descritti scrupolosamente, dallo squallido salotto ("Niente può essere più deprimente") ai rivestimenti sui muri che raffigurano una festa ("documenti che una piccola taverna di periferia avrebbe disdegnato") - una decorazione ironica in una casa conosciuta per il suo cibo miserabile.  Balzac doveva il precedente dettaglio all'esperienza del suo amico Hyacinthe de Latouche, che era stato addestrato nella pratica della tappezzeria sospesa. La casa è anche definita dal suo odore repulsivo, unico per la povera pensione.

## I temi
Nel romanzo coesistono e si intrecciano molteplici tematiche. Il tema principale è ovviamente l'amore paterno, rappresentato come una patologia. Accanto ad esso, abbiamo il tema dell'ansia di elevazione sociale, la critica al mondo della borghesia e dell'aristocrazia, la demonizzazione del denaro come forza negativa che corrode gli affetti.

### Le relazioni famigliari
I rapporti tra i membri della famiglia seguono due schemi: i legami del matrimonio servono principalmente come mezzi machiavellici per fini finanziari, mentre gli obblighi della generazione precedente verso i giovani assumono la forma di sacrificio e privazione. Delphine è intrappolata in un matrimonio senza amore con il barone de Nucingen, un banchiere esperto di soldi. Egli è a conoscenza delle sue relazioni extraconiugali e le usa come mezzo per estorcere denaro da lei. Anastasie, nel frattempo, è sposata con il conte de Restaud, che si preoccupa meno dei figli illegittimi di lei, che dei gioielli che vende per provvedere al suo amante - il quale la sta ingannando in un modo che Rastignac ha sentito essere popolare a Parigi. Questa rappresentazione del matrimonio come strumento di potere riflette la dura realtà delle strutture sociali instabili del tempo.

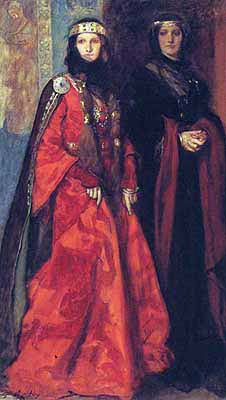
Balzac fu accusato di aver plagiato il dramma di William Shakespeare, King Lear, data la somiglianza delle figlie di Goriot Anastasie e Delphine con le figlie di Lear: Goneril e Regan (raffigurate qui in un dipinto del 1902 di Edwin Austin Abbey).

I genitori, nel frattempo, danno tutto per i propri figli, come Goriot che sacrifica tutto per le sue figlie. Balzac si riferisce a lui nel romanzo come il "Cristo della paternità" per la sua costante sofferenza causata dalle sue figlie. Lo abbandonano, perse nella loro ricerca del migliore status sociale, non fanno che aumentare la sua miseria. La fine del libro mette in contrasto i momenti di morte di Goriot con un ballo in festa ospitato da Madame de Beauséant - frequentata dalle sue figlie, così come da Rastignac - che suggerisce uno iato fondamentale tra la società e la famiglia.
Il tradimento delle figlie di Goriot è spesso paragonato a quello dei personaggi del Re Lear di Shakespeare. Balzac fu anche accusato di plagio quando il romanzo fu pubblicato per la prima volta. Discutendo di queste somiglianze, il critico George Saintsbury afferma che le figlie di Goriot sono "sicuramente assassine del loro padre come [le figlie di Lear] Goneril e Regan". Come fa notare Herbert J. Hunt nella Comédie humaine di Balzac, tuttavia, la storia di Goriot è in qualche modo più tragica, poiché "c'è una Regan e una Goneril, ma non Cordelia".
La narrazione delle dolorose relazioni di Goriot con le sue figlie è stata anche interpretata come una parabola tragicomica del declino di Luigi XVI. In un momento cruciale del sentimento filiale nel romanzo di Balzac, Vautrin interrompe cantando "O Richard, O mon roi" - l'inno monarchico che fece precipitare i giorni di ottobre del 1789 e l'eventuale rovina di Luigi XVI - una connessione che sarebbe stata potente per i lettori di Balzac nel 1830. Una fede infondata nella legittimità paterna segue sia Goriot che Luigi XVI nella tomba.
Anche la famiglia di Rastignac, fuori dal palco, si sacrifica ampiamente per lui. Convinto di non poter raggiungere uno status dignitoso a Parigi senza una considerevole esposizione di ricchezza, scrive alla sua famiglia e chiede loro di mandargli dei soldi: "Vendete alcuni dei vostri vecchi gioielli, mia gentile madre, ve ne darò altri molto presto ". Gli mandano i soldi che egli richiede e, sebbene non sia descritto direttamente nel romanzo, sopportano di conseguenza gravi difficoltà. La sua famiglia, assente mentre è a Parigi, diventa ancora più distante nonostante questo sacrificio. Sebbene Goriot e Vautrin si offrano come figure paterne, alla fine del romanzo se ne sono andati e lui rimane solo.

### L'ascesa sociale e l'ambizione
Uno dei temi principali di Le Père Goriot è l'ambizione di risalire gli strati della società: essa costituisce il motore sociale del romanzo. La Carta del 1814 concessa dal re Luigi XVIII aveva stabilito un "paese legale" che consentiva solo a un piccolo gruppo di uomini più facoltosi della nazione di votare. Quindi, la spinta di Rastignac a raggiungere lo status sociale è la prova non solo della sua ambizione personale, ma anche del suo desiderio di partecipare alla politica. Come nei personaggi di Walter Scott, Rastignac incarna, nelle sue parole e azioni, lo Zeitgeist in cui vive.
Attraverso i suoi personaggi e la sua narrazione, Balzac mette a nudo il darwinismo sociale di questa società. In un discorso particolarmente schietto, Madame de Beauséant dice a Rastignac:
(Viscontessa de Beauseant a Rastignac, p.92, (a cura di F. Fiorentino e Anna D'Elia), tratto da Papà Goriot, Rizzoli 2006)
Questo atteggiamento è ulteriormente esplorato da Vautrin, il quale consiglia a Rastignac di sposare la giovane Victorine, e non preoccuparsi che non sia né molto graziosa né molto seducente. Inoltre, affinché la ragazza, illegittima, venga finalmente riconosciuta dal ricco genitore e diventi legittima erede di un milione di franchi, sarà indispensabile assassinarne il fratello, delitto che Vautrin è pronto a commettere, naturalmente in cambio di un lauto compenso. A conclusione del suo celebre discorso, quest'ultimo afferma: "Il segreto di un grande successo, per il quale non si è in grado di rendere conto, è un crimine che non verrà scoperto, perché è stato eseguito correttamente." Questa frase, frequente, ha parafrasato la famosa: "Dietro ogni grande fortuna c'è un grande crimine".

### La corruzione
Rastignac, Vautrin e Goriot rappresentano individui corrotti dai loro desideri. Nella sua sete di progresso, Rastignac è stato paragonato al Dottor Faust, mentre Vautrin a Mefistofele. Il critico Pierre Barbéris definisce il discorso di Vautrin a Rastignac, "uno dei grandi momenti della Comédie humaine, e senza dubbio di tutta la letteratura mondiale". Lo sconvolgimento sociale della Francia offre a Vautrin un terreno di gioco per un'ideologia basata unicamente sul progresso personale; incoraggia Rastignac a seguire l'esempio.
Eppure, è la struttura sociale più ampia che travolge infine l'anima di Rastignac - Vautrin spiega semplicemente i metodi e le cause. Sebbene respinga l'offerta, di compiere un omicidio, di Vautrin, Rastignac soccombe ai principi di brutalità su cui è costruita l'alta società. Alla fine del romanzo, dice a Bianchon: "Sono all'Inferno, e non ho altra scelta che restarci".
Mentre Rastignac desidera ricchezza e status sociale, Goriot desidera solo l'amore delle sue figlie: un desiderio che si trasforma in idolatria. Poiché rappresenta la ricchezza borghese acquisita attraverso il commercio - e non l'aristocratica accumulazione di beni - le sue figlie sono felici di prendere i suoi soldi, ma lo vedranno solo in privato. Anche se sta morendo in estrema povertà, alla fine del libro, vende i suoi pochi beni rimanenti per provvedere alle sue figlie in modo che possano apparire splendide ad un ballo.

## Gli ambienti

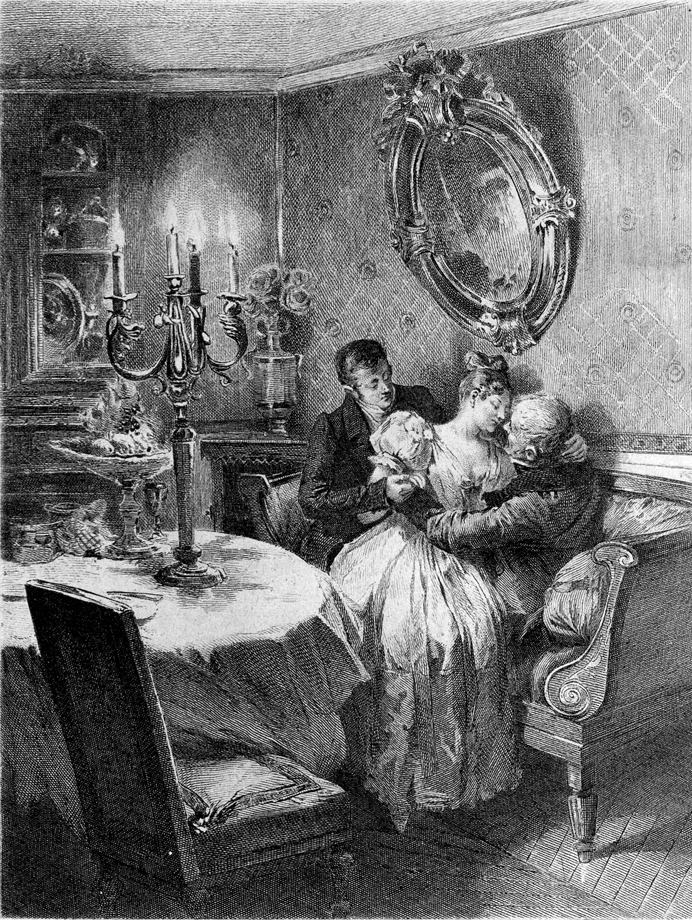
Frontespizio in una pagina di un'edizione del 1897 di Le Père Goriot, di un artista sconosciuto; pubblicato da George Barrie & Son a Philadelphia

Gli ambienti descritti nel romanzo sono tre: l'ambiente della pensione, l'ambiente dell'alta finanza e l'ambiente dell'aristocrazia.
Balzac sviluppa la vicenda tra questi tre ambienti che si presentano come veri e propri nodi tematici. La cosa interessante da notare, è che gli ambienti dell'alta finanza e dell'aristocrazia si assomigliano molto poiché mostrano gli stessi valori negativi che Balzac attribuisce alla società borghese della Francia del XIX secolo (il denaro, l'ipocrisia ecc).

### Il«microcosmo»di Parigi
Le rappresentazioni della stratificazione sociale, nel romanzo, sono specifiche di Parigi, forse la città più densamente popolata in Europa all'epoca. Viaggiando solo pochi isolati - come Rastignac fa continuamente - porta il lettore in mondi molto diversi, distinti per la loro architettura e che riflettono la classe sociale dei loro abitanti. Parigi, nell'era post-napoleonica, fu divisa in quartieri distinti. Tre di questi sono in primo piano nel Père Goriot: la zona aristocratica del Faubourg Saint-Germain, il nuovo quartiere di lusso della rue de la Chaussée-d'Antin, e l'area degradata sul versante orientale della Montagne Sainte -Geneviève.
Questi quartieri della città servono come microcosmi che Rastignac cerca di dominare; Vautrin, nel frattempo, opera in modalità invisibile, muovendosi tra essi senza essere individuato. Rastignac, come l'ingenuo giovane di paese, cerca in questi mondi una nuova casa. Parigi gli offre la possibilità di abbandonare la sua lontana famiglia e rifarsi nella spietata immagine della città. Il suo esodo urbano è come quello di molte persone che si sono trasferite nella capitale francese, raddoppiando la sua popolazione tra il 1800 e il 1830. La trama del romanzo è quindi inestricabilmente legata alla città in cui è ambientata; "Parigi - spiega il critico Peter Brooks - è la presenza incombente che conferisce al romanzo il suo particolare tono".

## I personaggi

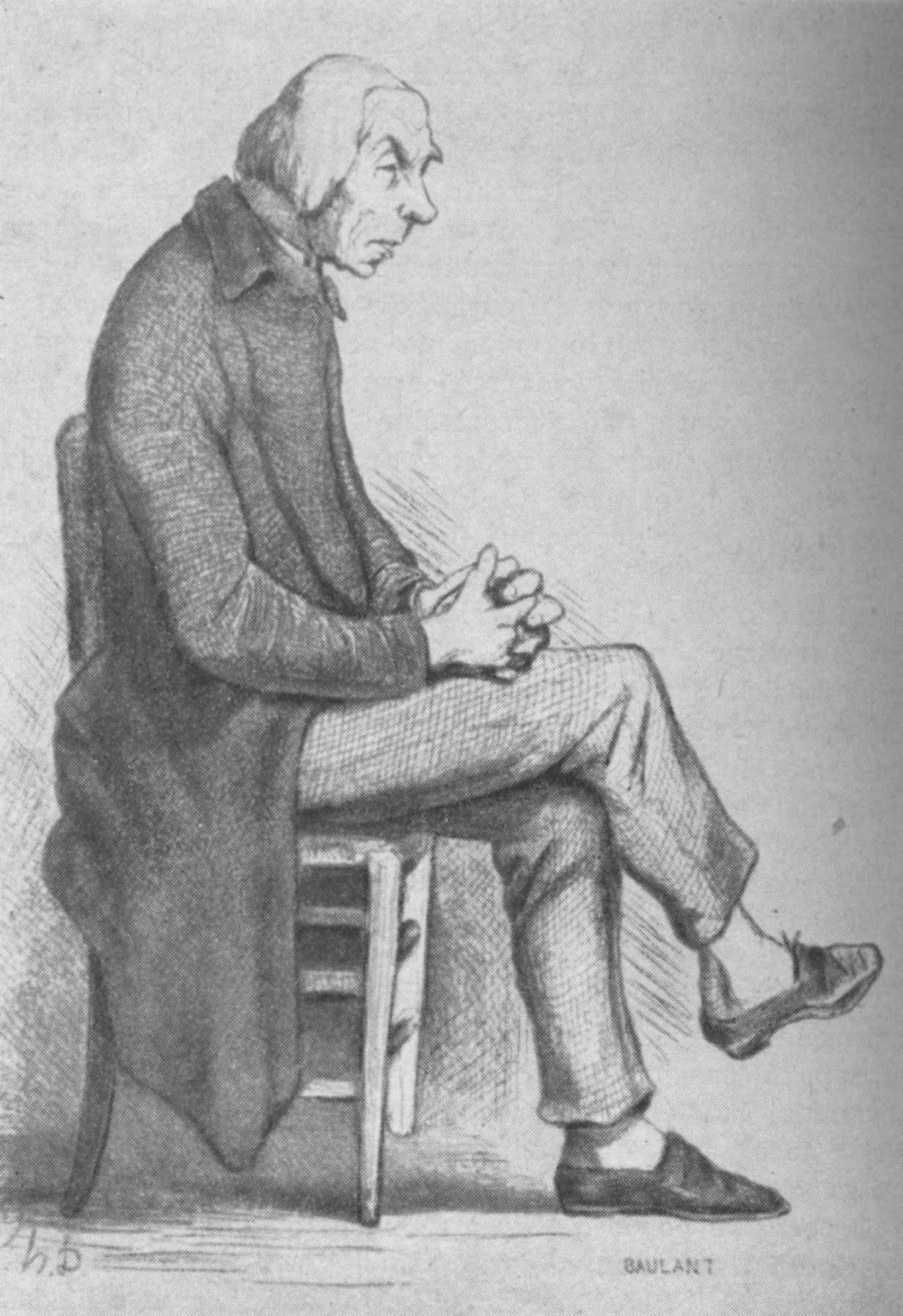
Un'illustrazione di Papà Goriot, dell'artista H. Daumier

### Papà Goriot
Papà Goriot è il personaggio eponimo dell'opera. Goriot è un padre estremamente affettuoso. Il suo amore per le figlie è descritto da Balzac come una patologia. Egli infatti, pur di accontentare le figlie, si priva di tutti i risparmi accumulati in una vita di lavoro (in gioventù era impegnato nel commercio di pane e pasta) ed anche dei propri oggetti personali. La figura di Papà Goriot è emblematica, in quanto mostra come gli affetti più intimi come i legami tra padre e figlie siano corruttibili dalla società borghese, dominata dal denaro.

### Eugène de Rastignac
Rastignac è il punto di contatto tra gli ambienti presentati durante la narrazione. Egli è un giovane di provincia, venuto a Parigi per studiare legge. Lì conoscerà un mondo a lui lontano: comincia dunque a vivere una vita frenetica, tipicamente parigina, non curandosi dei propri studi. Attratto dall'alta società parigina, ambisce ad arrivare alle posizioni più elevate attraverso delle nobili donne: l'unica speranza è riposta nella parentela con la viscontessa Madame de Beauséant. In realtà è ancora un ragazzo sensibile ai sentimenti, e per questo rifiuta gli insegnamenti di Vautrin e tenta di aiutare fino alla fine Papà Goriot. Ma è proprio dopo la morte di Goriot che egli perderà ogni fiducia nella forza dei sentimenti ed accetterà le spietate leggi della capitale, prima fra tutte la corruzione morale. Nel corso del romanzo, Eugène passa dall'iniziale ingenuità e bontà all'accettazione della corruzione, necessaria per scalare i gradini della società. Famosa a tal proposito è la frase finale che, dalla cima del Cimitero di Père-Lachaise, egli lancia a Parigi: "Ed ora, a noi due!". Tale percorso è stato visto anche come base costituente per un romanzo di formazione quale in realtà il Père Goriot non è.

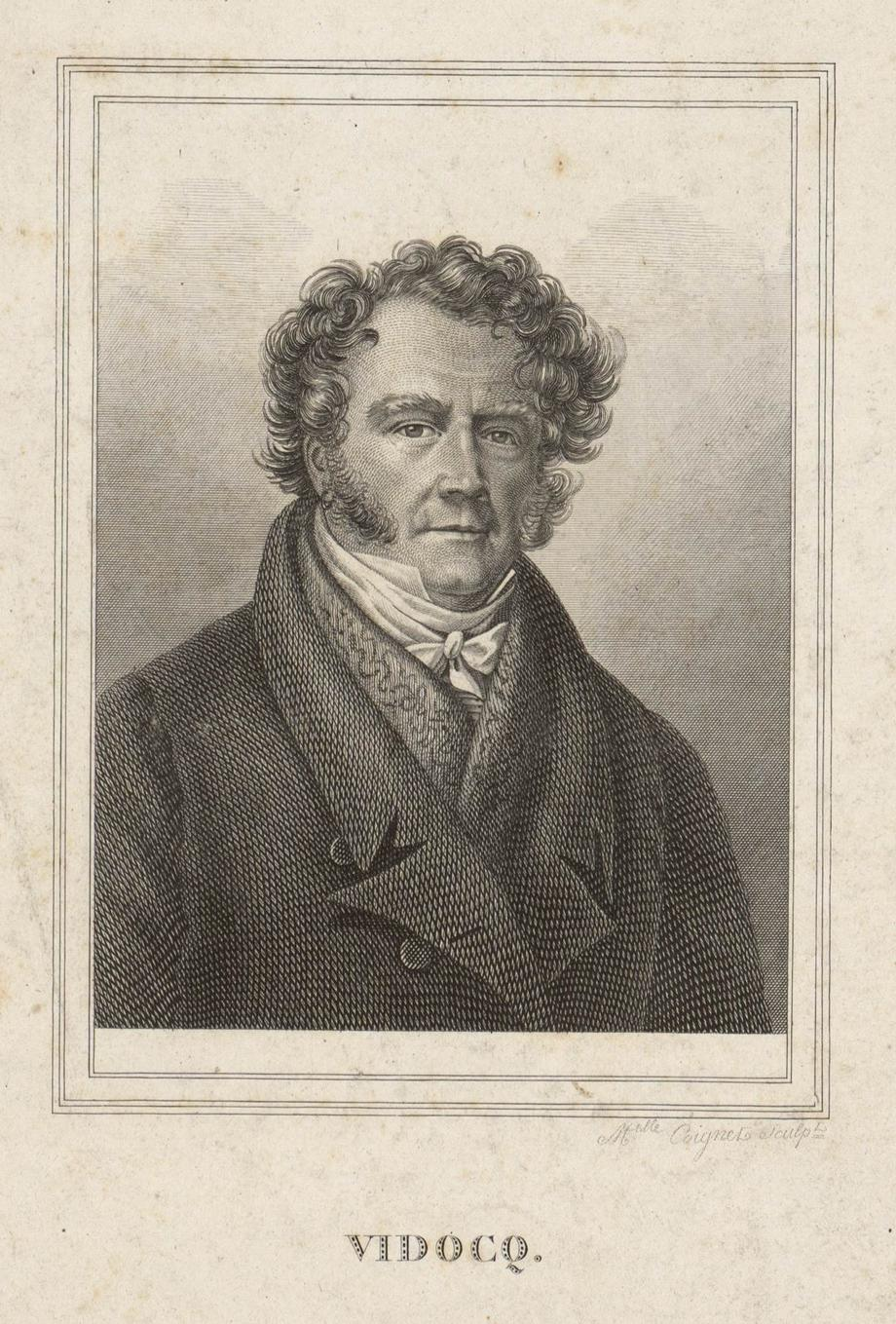
Il criminale francese Eugène-François Vidocq, a cui Balzac si è ispirato per la creazione del personaggio di Vautrin, (ritratto originale di Marie Gabriel Coignet)

### Vautrin
Jacques Collin alias Trompe-la-mort, alias Vautrin, è il simbolo negativo della società borghese. Egli infatti è un criminale che pur di raggiungere i suoi scopi non esita a compiere delitti o a rubare. Nel corso del romanzo egli tenta di iniziare Rastignac proprio ai valori negativi di cui si fa portatore. Nell'ultima parte del romanzo, la polizia riesce ad arrestarlo ma ciò non intacca l'alone di mistero e di forza negativa che caratterizza il personaggio di Vautrin. Nonostante la carica negativa del personaggio, Vautrin costituisce nell'economia del romanzo l'affascinante motore immobile della trama che porta all'accettazione della corruzione da parte del giovane Eugène. La figura di Vautrin è ispirata al criminale francese Vidocq.

### Anastasie de Restaud
La contessa Anastasie de Restaud è la figlia maggiore di papà Goriot. Ha una relazione con il conte Maxime de Trailles, accanito giocatore che perde ingenti somme di denaro. Anastasie cerca più volte di saldare i debiti dell'amante, vendendo i gioielli di famiglia e chiedendo ingenti somme a papà Goriot. Questa sua condotta la porterà alla rovina.

### Delphine de Nucingen
Delphine è la figlia minore di Goriot, sposa il barone de Nucingen nel 1808. Delphine, che non ama suo marito, è, inizialmente, l'amante di de Marsay. Il ricco banchiere le dà solo lo stretto necessario, motivo per cui Delphine è sempre alla ricerca di denaro. Arriva persino al punto di rubare gli ultimi risparmi di suo padre per pagare i debiti contratti con lo strozzino Gobseck. Divenuta l'amante di Eugène de Rastignac, va a vivere con lui in un piccolo appartamento fornito loro da Goriot, che pensava che in questo modo avrebbe concluso i suoi giorni accanto ai due amanti. Le speranze del vecchio rimarranno però deluse. Delphine è unicamente interessata a farsi ricevere dalla viscontessa di Beauséant, regina della vita mondana di Parigi e il cui salotto nel Faubourg Saint-Germain è aperto solo ad aristocratici di antico lignaggio, il che esclude Delphine, ex popolana. Eugène de Rastignac riesce comunque a farla ammettere al ballo d'addio della viscontessa.

### Viscontessa de Beauséant
Cugina di Rastignac, lo introduce in società, dandogli i primi consigli su come muoversi nella società parigina. È l'assoluta protagonista della vita mondana parigina, moglie del visconte di Beauséant. Il suo amante, il marchese d'Ajuda-Pinto l'abbandona per sposarsi con la principessa Rochefide, il che costituisce per lei una cocente umiliazione. Fugge da Parigi subito dopo aver dato un gran ballo, al quale, finalmente, era stata invitata Delphine de Nucingen.

### Signorina Michonneau
Vive nella medesima pensione di papà Goriot e Rastignac. Aiuta il capo della polizia Gondureau ad arrestare Vautrin.

### Signora Vauquer
La signora Vauquer (nata de Conflans) è la proprietaria della pensione omonima, una delle ambientazioni fondamentali del romanzo. La descrizione della signora Vauquer e della sua pensione, in cui è ridotto a vivere Papà Goriot, è un modello di tecnica descrittiva, che ricorre negli scritti di Balzac: il personaggio appare pienamente in sintonia con l’ambiente, il cui squallore ben corrisponde alla grettezza della padrona della pensione. Una donna attaccata al denaro, che parla un francese stentato, popolare e spesso scorretto, e vanta un'origine nobile non certa. Infatti, il nome aristocratico "de Conflans" apparteneva ad un marchese, membro della Camera dei Pari, ma Balzac lo attribuisce ad un personaggio volgare, creando un effetto grottesco e caricaturale.
Il nome Vauquer deriva dai ricordi di infanzia di Balzac, a Tours: suo padre (al tempo vice-sindaco della città) era venuto in contatto con Auguste-Etienne Vauquer, un impiegato della Prefettura e tipografo, da cui prese ispirazione.

## Collocazione all'interno dellaComédie humaine
Il romanzo si trova all'interno della sezione riguardante gli Studi di costume e fa parte dell'insieme degli scritti di Balzac intitolata Scene di vita privata.

## Traduzioni italiane
- Papà Goriot. Storia parigina, Versione italiana di Luigi Masieri, 2 voll., Milano, Pirotta, 1835.
- Scene della vita parigina. [Papà Goriot], 2 voll., Milano, G. Truffi, 1835 (trad. anonima).
- Papà Goriot. Storia parigina, 3 voll., Milano, E. Savallo, 1871 (trad. anonima).
- Papà Goriot. Romanzo, Milano, Sonzogno, 1902  (trad. anonima, ristampata nel 1929 col nome della traduttrice Jolanda Girardi).
- Papà Goriot, Traduzione di Pasquale Marzano, Napoli, S. Romano, 1903.
- Papà Goriot. Romanzo, Traduzione di Ketty Nagel, Milano, F.lli Treves, 1903.
- Babbo Goriot, Traduzione dal francese di Armando Gorlini, Milano, A. Gorlini, 1927.
- Papà Goriot. Romanzo, Traduzione integrale di Ernesta Borio, Milano, Minerva, 1934.
- Papà Goriot, Traduzione di Anselmo Bassani, Milano, Aurora, 1935.
- Papà Goriot, Traduzione integrale di Mara Fabietti, Milano, A. Barion, 1935.
- Babbo Goriot, Traduzione di Raoul Vivaldi, Roma, De Carlo, 1946.
- Papà Goriot, Traduzione di Renato Mucci, Roma, Casini, 1950.
- Papà Goriot, Traduzione di Gabriella Alzati, Milano, Rizzoli, 1950 («Biblioteca Universale Rizzoli», 148-150).
- Papà Goriot, Introduzione e traduzione a cura di Marina Juvalta, Torino, Utet, 1957.
- Papà Goriot. Romanzo, Traduzione di Gemma Rusconi di Como, Milano, Rusconi, 1968.
- Papà Goriot, Traduzione Luigi Martin, Milano, F.lli Fabbri, 1969.
- Père Goriot, Traduzione di Mara Fabietti e Emma Defaqz, Milano, Garzanti 1974 («I grandi libri», 90).
- Papà Goriot, Traduzione di Giuseppe Pallavicini Caffarelli, introduzione di Giovanni Bogliolo, Milano, A. Mondadori, 1985 ISBN 88-04-26537-X (dal 2000 con introduzione di Maurice Bardèche e una nota di Michel Butor) ISBN 88-04-48388-1
- Papà Goriot - Un tenebroso affare, Traduzione di Maria Ortiz, Novara, Edipem, 1982.
- Papà Goriot, Traduzione di Elina Klersy Imberciadori, Milano, Garzanti, 1990 («I grandi libri», 90) (sostituisce quella di Mara Fabietti e Emma Defaqz).
- Papà Goriot, Traduzione di Giancarlo Buzzi, in La commedia umana, scelta a cura di Mariolina Bongiovanni Bertini, vol. 1, Milano, Mondadori, 1994 («I Meridiani»).
- Papà Goriot, Introduzione di Francesco Fiorentino, traduzione e note di Anna D'Elia, Milano, BUR, 1995 ISBN 88-17-17008-9 ISBN 88-17-00047-7
- Il padre Goriot, Traduzione e cura di Cesare De Marchi, Milano, Feltrinelli, 2004 ISBN 88-07-82171-0
- Papà Goriot, a cura di Riccardo Reim, Roma, Newton & Compton, 2004 ISBN 88-541-0091-9
- Papà Goriot, Introduzione e traduzione di Maurizio Cucchi, Roma, Biblioteca di Repubblica, 2004 ISBN 88-89145-29-3

## Adattamenti cinematografici e televisivi
- Le Père Goriot, regia di Armand Numès (1910)
- Père Goriot, regia di Travers Vale (1915)
- Le Père Goriot, regia di Jacques de Baroncelli (1922)
- Paris at Midnight, regia di E. Mason Hopper (1926)
- Le Père Goriot, regia di Robert Vernay (1945) (film tv)
- Karriere in Paris, regia di Georg C. Klaren e Hans-Georg Rudolph (1952) (film tv)
- Papà Goriot, regia di Tino Buazzelli (1969) (film tv)
- Le Père Goriot, regia di Guy Jorré (1972) (film tv)
- Le Père Goriot, regia di Jean-Daniel Verhaeghe (2004) (film tv)